# María José Argaña Mateu
María José Argaña de Mateu (Asunción, Paraguay, 19 de mayo de 1961) es una política y diplomática paraguaya. Entre 2003 a 2008 fue ministra de la Secretaría de la Mujer de Paraguay. En 2017 fue designada como embajadora de Paraguay en Portugal.

## Biografía
Hija del coronel José María Argaña y de María Auxiliadora Guanes de Argaña, se afilió al Partido Colorado a los 17 años. Recibió una beca para estudiar administración de empresas en la Universidad de Tulane, en Estados Unidos, y trabajó en un banco durante 17 años.
Entre 1999 y 2000 fue directora de relaciones internacionales de la Secretaría de la Mujer. Entre 2003 y 2008 fue Ministra de dicha Secretaría. Como empresaria, es propietaria de un gimnasio llamado Pulsaciones.
En noviembre de 2017 fue nombrada como embajadora de Paraguay en Portugal.